# Wierden
Wierden este o comună și o localitate în provincia Overijssel, Țările de Jos. 

## Localități componente
Wierden, Enter, Hoge Hexel, Ypelo, Notter, Rectum, Zuna.